# Баново
Баново (болг. Баново)  —  село в Болгарии. Находится в Варненской области, входит в общину Суворово. Население составляет 153 человека.
Баново подчиняется непосредственно общине и не имеет своего кмета.
Кмет (мэр) общины Суворово —  Павлин Михайлов Параскевов (независимый) по результатам выборов.